# Drie Steden (Malta)

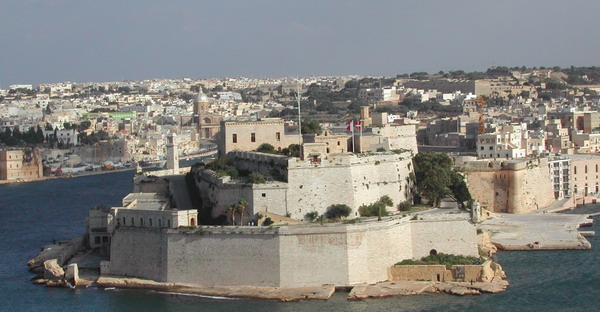
Een deel van de Cottonera Lines bij Birgu.

De Drie Steden (vaak aangeduid met de Engelse naam Three Cities) is de overkoepelende naam voor de drie versterkte steden Cospicua, Senglea en Vittoriosa op het eiland Malta. 
De steden worden samen omringd door enorme verdedigingswallen, de zogenaamde Cottonera Lines, die in de zeventiende eeuw gebouwd werden door de Ridders van Sint Jan van Jeruzalem naar een ontwerp van de Italiaanse architect Antonio Maurizio Valperga. Deze wallen, die zijn vernoemd naar de toenmalige grootmeester van de Ridders, Nicolas Cotoner, bepalen het gezicht van de Drie Steden en van de Grand Harbour.